# Carrera 7 Soacha (estación)
La estación sencilla Carrera 7 Soacha hará parte del sistema de transporte masivo de Bogotá, TransMilenio, inaugurado en el año 2000.

## Ubicación
La estación se encontrará ubicada en el sector central de Soacha, específicamente sobre la Autopista Sur con calle 22.
Atenderá la demanda de los barrios Ricaurte, San Carlos, Portalegre y sus alrededores.

## Origen del nombre
La estación recibe el nombre en alusión al corredor vial del municipio de Soacha. 

## Historia
La construcción de la estación aún no se ha realizado debido a las demoras de la construcción de la I Fase en Soacha, por lo que incorporará para la segunda fase.

## Ubicación geográfica
| Noroeste: Soacha         | Norte: Soacha | Nordeste: G San Mateo - Centro Comercial Unisur |
| Oeste: Soacha            |               | Este: Soacha                                    |
| Suroeste: G San Humberto | Sur: Soacha   | Sureste: Soacha                                 |